# Cheratte
Cheratte (Waals: Tcherate) is een dorp in de Belgische provincie Luik en een deelgemeente van Wezet. Tot 1 januari 1977 was het een zelfstandige gemeente.

## Geografie
Het dorp ligt ingeklemd tussen de Maas en de E25/A25 aan de westkant, het plateau van Argenteau-Hoignée aan de oostkant en de E40/A3 aan de zuidkant. Ook loopt spoorlijn 40 door het dorp, maar er is geen station meer. Er is wel sprake van om het in 2021 te heropenen.

### Nabijgelegen kernen
Argenteau, Wandre, Herstal, Vivegnis, Housse

## Demografische ontwikkeling
- Bronnen:NIS, Opm:1831 tot en met 1970=volkstellingen, 1976= inwoneraantal op 31 december

## Bezienswaardigheden
- Onze-Lieve-Vrouwekerk in Cheratte-Bas
- Sint-Jozefkerk in Cheratte-Hauteurs
- In Cheratte bevindt zich het uit 1643 daterende kasteel van steenkoolontginner Gilles de Saroléa (1617-1665).
- De voormalige Steenkolenmijn van Hasard, waarvan de beluchtingsschacht met schachtbok, de Belle-Fleur de Hoignée van 1927, sinds 1992 de monumentenstatus bezit.[2].
- Het Arboretum van Cheratte werd geopend in 2005 en bevindt zich op een voormalige steenberg van de steenkoolmijn, tegenover de Belle-Fleur. Er zijn vele interessante bomen en struiken te vinden, met name van de geslachten Sneeuwbal en Kornoelje.

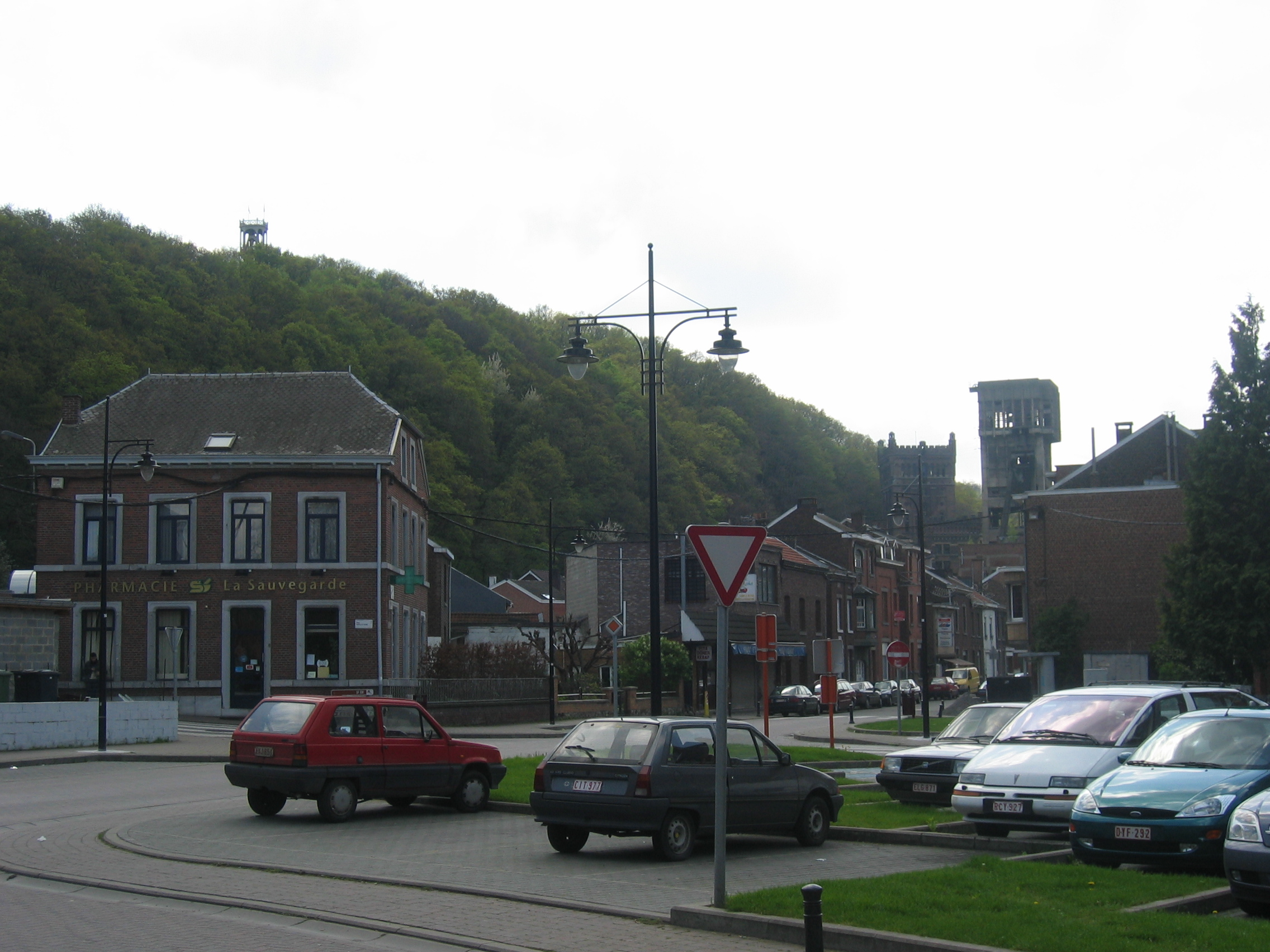
Zicht op Cheratte, met links (op de heuvel) de Belle-Fleur de Hoignée en rechts de betonnen en bakstenen mijntorens

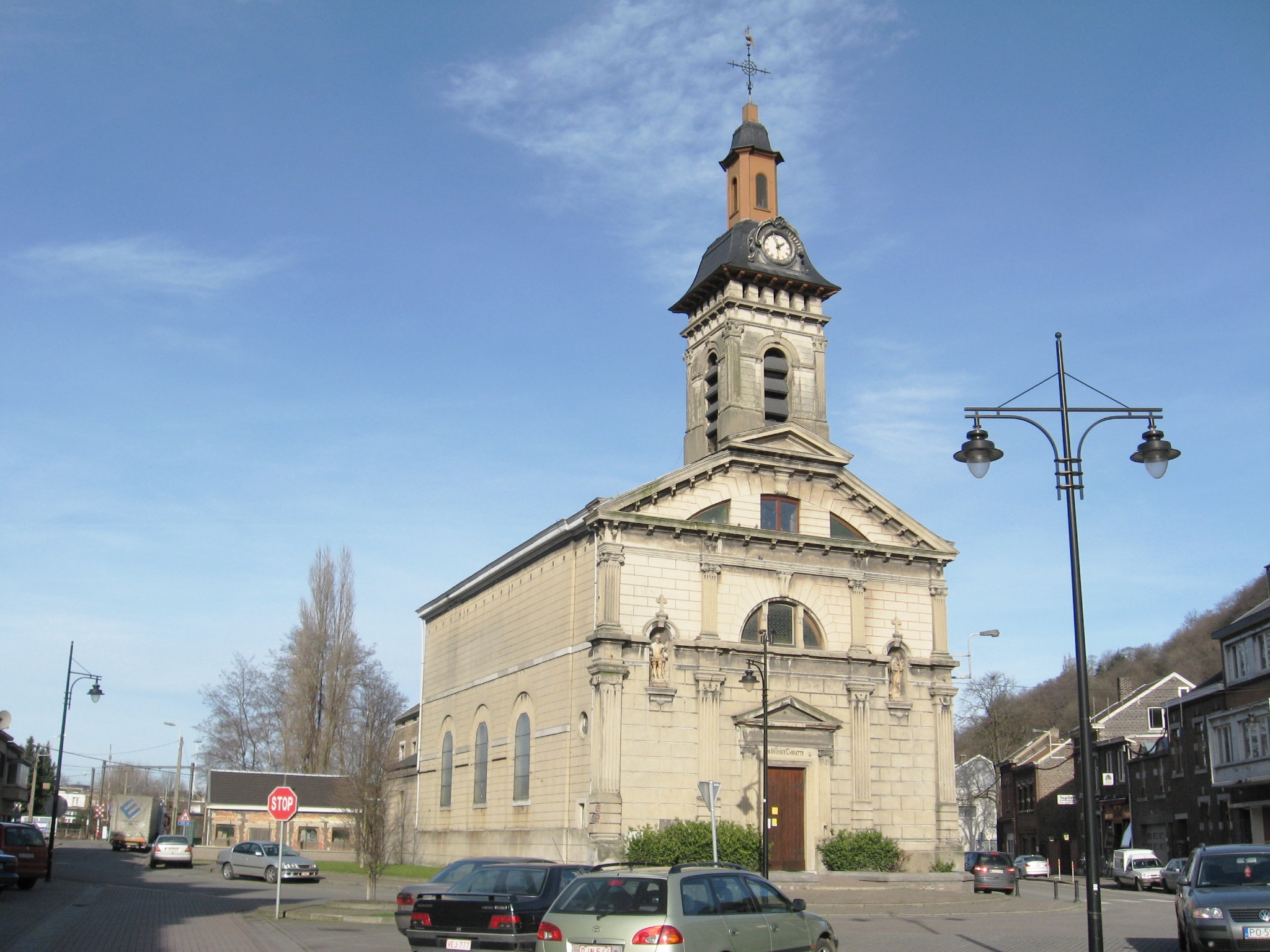
De Onze-Lieve-Vrouwekerk

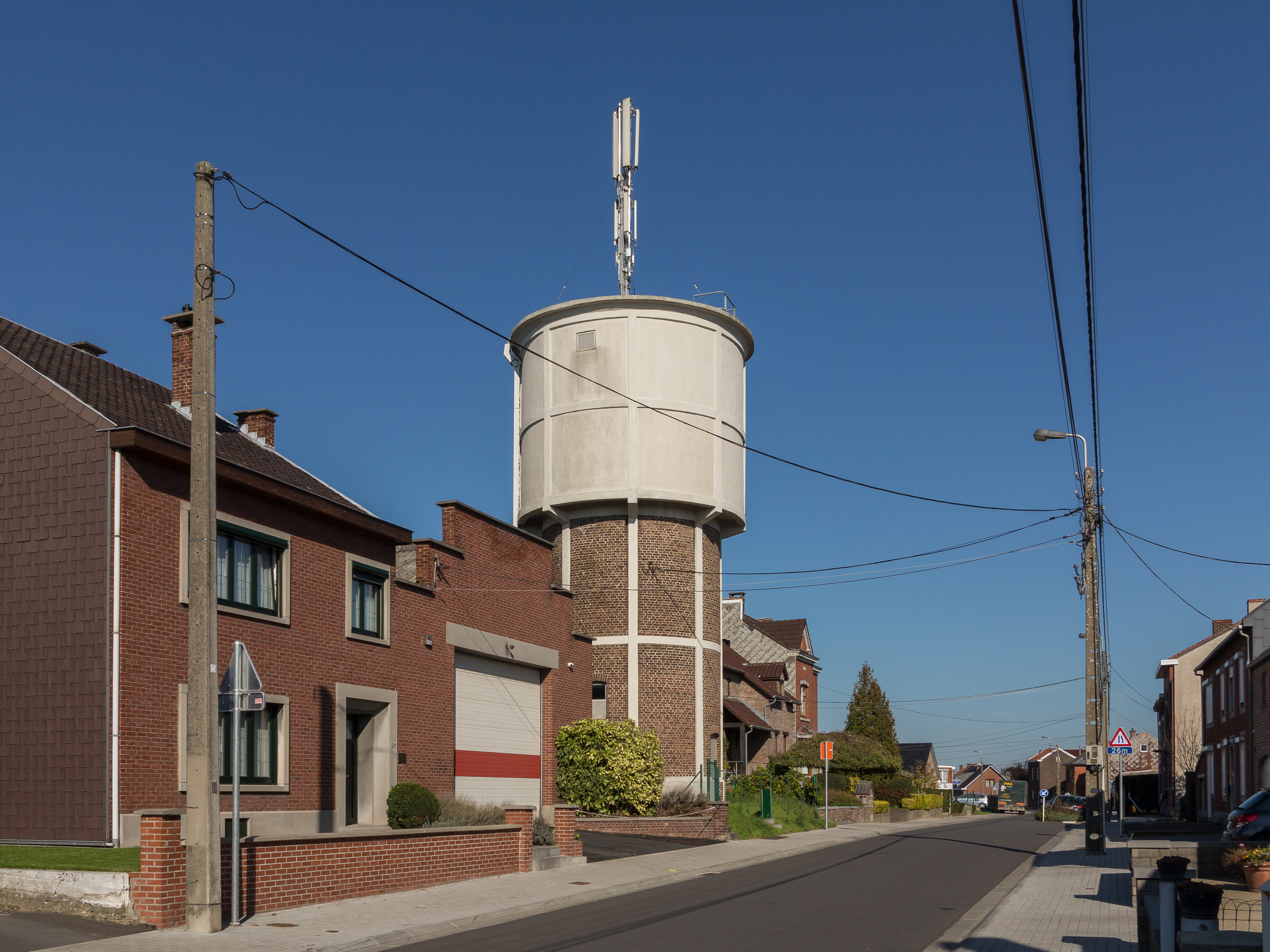
Watertoren in de straat

## Natuur en landschap
Cheratte-Bas ligt aan de Maas, ervan gescheiden door verkeersaders (spoorlijn, autoweg) van Maastricht naar Luik. Tegen de helling ligt Cheratte-Hauteurs. Verder naar het oosten daalt het niveau weer steil af naar de vallei van de Julienne. Tegenover Cheratte, op een landtong tussen Maas en Albertkanaal, liggen de staalfabrieken van Arcelor (voormalig Cockerill). Deze behoren tot de gemeenten Oupeye en Herstal.

## Bekende inwoners

### Geboren
- Berthe Bovy (1887 - 1977), comédienne
- Jean Donnay (1897 - 1992), schilder en graveur
- Aubin Pasque (1903 - 1981), schilder
- Jean Mariette (1932 - 2001), striptekenaar

### Woonachtig
Bekende personen die woonachtig zijn of waren in Cheratte of een andere significante band met het dorp hebben:
- Jean-Paul de Sarolea de Cheratte (1772 - 1836), politicus
- Marcel Levaux (1926 - 2007), politicus
- François Walthéry (1946 - ), Stripauteur

Deelgemeenten: Argenteau · Cheratte · Lieze · Richelle · Ternaaien · Wezet

Overige kernen: Klein-Ternaaien · Loën · Mons · Nivelle · Surisse · Wixhou

Belgische gemeenten · arrondissement Luik · provincie Luik · Wallonië